# Kelebek
Die literarische, humoristische Zeitschrift Kelebek (osmanisch: كلبك; deutsch: „Schmetterling“) wurde wöchentlich von 1923 bis 1924 in Istanbul herausgegeben. Eigentümer und Chefredakteure der Zeitschrift waren Ahmed Şefik und Mehmed Reşad. Als Herausgeber fungierte Mahmud Esad. In zwei Jahrgängen wurden insgesamt 77 Ausgaben veröffentlicht.